# Mohammed Gammoudi
Mohammed Tlili ben Abdallah (arab.: محمد التليلي بن عبد الله القمودي), znany powszechnie jako Mohammed Gammoudi (ur. 11 lutego 1938 w Sidi Ach) – tunezyjski lekkoatleta, czterokrotny medalista olimpijski.
Był specjalistą biegów długodystansowych. Po raz pierwszy odniósł sukces międzynarodowy w igrzyskach śródziemnomorskich w 1963 w Neapo]u, kiedy to wygrał bieg na 5000 metrów i bieg na 10 000 metrów. Podczas igrzysk olimpijskich w Tokio w 1964 nie był zaliczany do faworytów. Bieg na 10 000 metrów został poprowadzony w ostrym tempie przez ówczesnego rekordzistę świata Australijczyka Rona Clarke’a. Na jedno okrążenie przed metą utrzymali się za nim tylko Gammmoudi i Amerykanin Billy Mills. Przy wyjściu na ostatnią prostą Gammoudi zaatakował i na 50 m przed metą prowadził, uległ jednak Millsowi zdobywając srebrny medal. Dwa dni później zakwalifikował się do finału biegu na 5000 metrów, ale nie wziął w nim udziału.
Gammoudi wygrał ponownie biegi na 5000 metrów i 10 000 metrów podczas igrzysk śródziemnomorskich w 1967 w Tunisie. Podczas igrzysk olimpijskich w Meksyku w 1968 uznawano go za jednego z faworytów. Podczas biegu na 10 000 m biegł w czołowej grupie, która w końcu stopniała do trzech biegaczy na ostatnim okrążeniu. Gammoudi zajął trzecie miejsce za Naftalim Temu z Kenii i Mamo Wolde z Etiopii i zdobył brązowy medal. Za to w finale biegu na 5000 metrów, gdy w czołówce znów zostało tylko trzech biegaczy, Gammoudi nie dał się wyprzedzić atakującym Kenijczykom Kipchoge Keino i Temu i został mistrzem olimpijskim.
Kolejne igrzyska śródziemnomorskie w 1971 w Izmirze były mniej udane: Gammoudi zdobył tylko srebrny medal w biegu na 5000 metrów (wyprzedził go Javier Álvarez z Hiszpanii). W czasie igrzysk olimpijskich w Monachium w 1972 podczas biegu na 10 000 metrów Fin Lasse Virén nagle wywrócił się w połowie dystansu, powodując upadek biegnącego za nim Gammoudiego. Virén zdołał dogonić czołową grupę po jednym okrążeniu i ostatecznie wygrał bieg, ale Gammoudi stracił więcej dystansu i wycofał się po następnych 600 metrach. W finale biegu na 5000 metrów Gammoudi zdobył srebrny medal po emocjonującym finiszu ze zwycięskim Virénem. Był to ostatni poważny międzynarodowy występ Tunezyjczyka.